# Sinjeongnegeori (métro de Séoul)
Sinjeongnegeori (en coréen : 신정네거리역) de passage de la branche Sinjeong (Sindorim à Kkachisan) de la ligne 2 du métro de Séoul. Elle est située au 1231 Sinjeongje 3-dong, dans l'arrondissement Yangcheon-gu, à Séoul en Corée du Sud.
Ouverte en 1996, elle est desservie par les rames omnibus, qui circulent sur la branche Sinjeong, entre Sindorim et Kkachisan.

## Situation sur le réseau

Plan du réseau (2023)

Établie en souterrain, la station de passage Sinjeongnegeori est située, sur la branche Sinjeong de la ligne 2 du métro de Séoul. Entre la station Mairie d'Yangcheon-gu, en direction de Sindorim, station de bifurcation et terminus de la branche qui permet les correspondances avec la ligne principale circulaire, et la station Kkachisan, le terminus ouest de la branche.

## Histoire
La station Sinjeongnegeori est mise en service le 29 février 1996, lors de l'ouverture à l'exploitation du prolongement de la branche Sinjeong

## Services aux voyageurs

### Accès et accueil
Située au 1231 Sinjeongje 3-dong, la station souterraine dispose de quatre accès, numérotés de 1 à 4, en surface. Ces quatre accès/sortie aboutissent, au nord et au sud de la station, de chaque côté de la Jungang-ro.

Installations
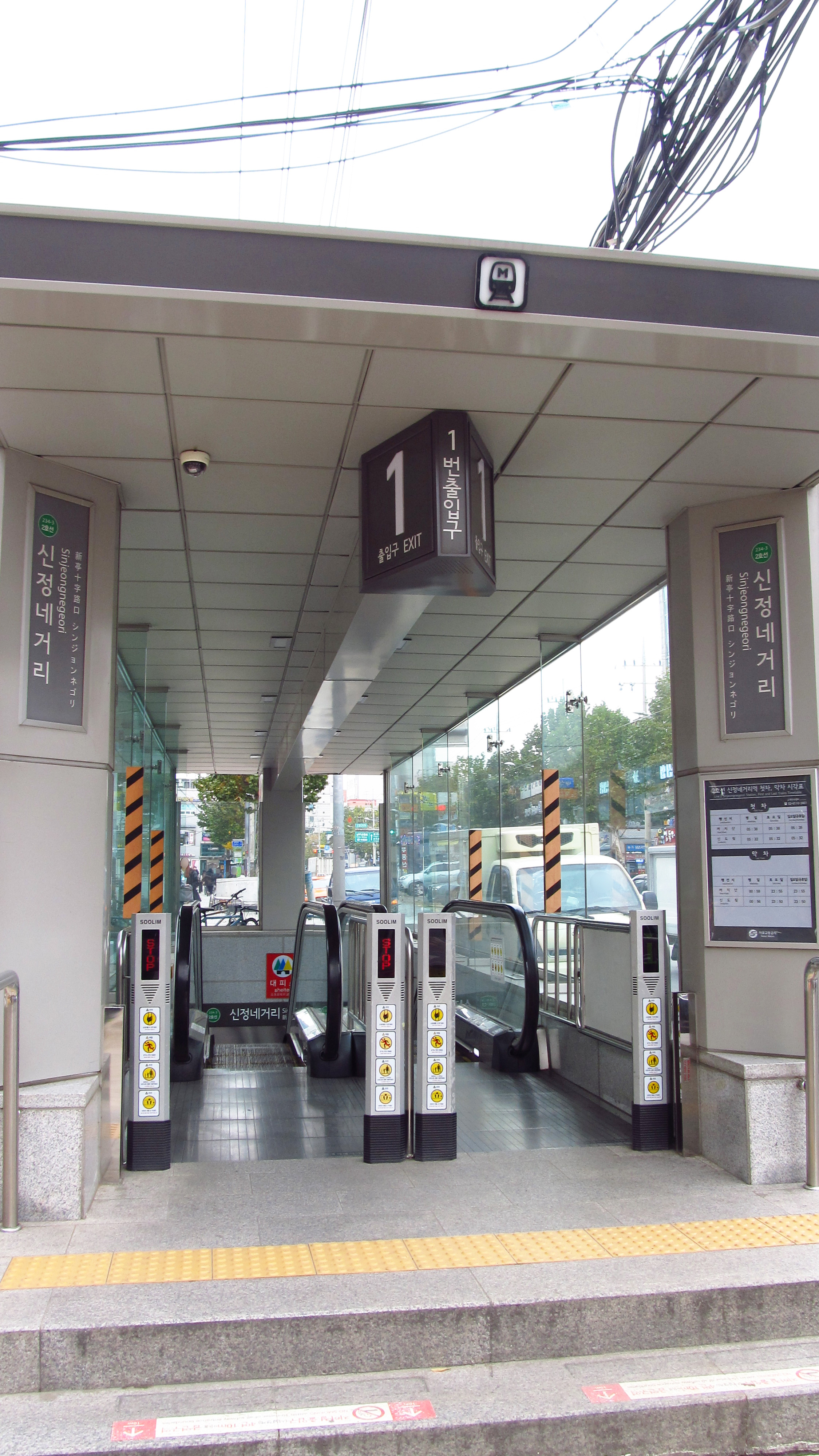
N°1 en 2018.
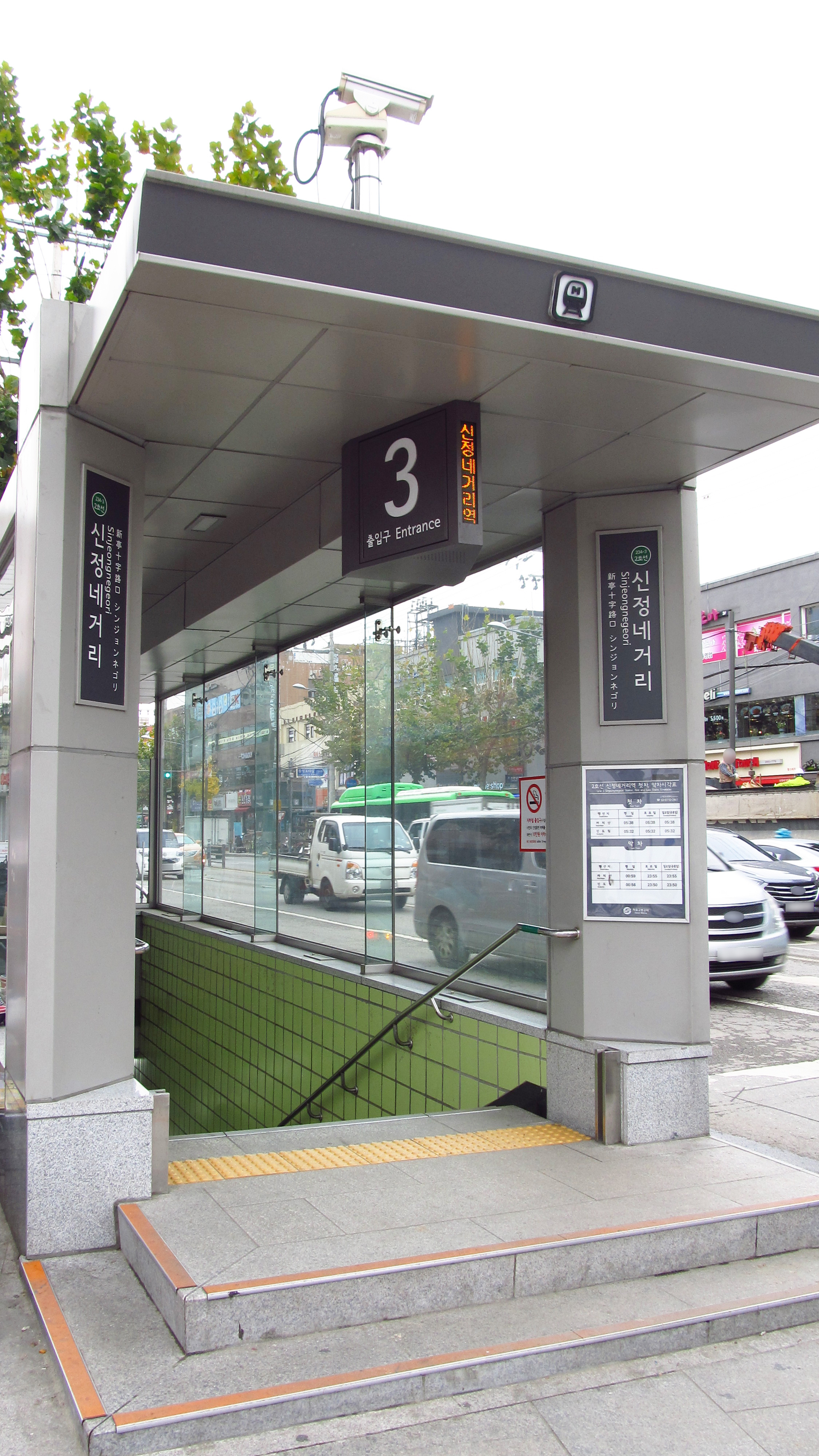
N°3 en 2018.
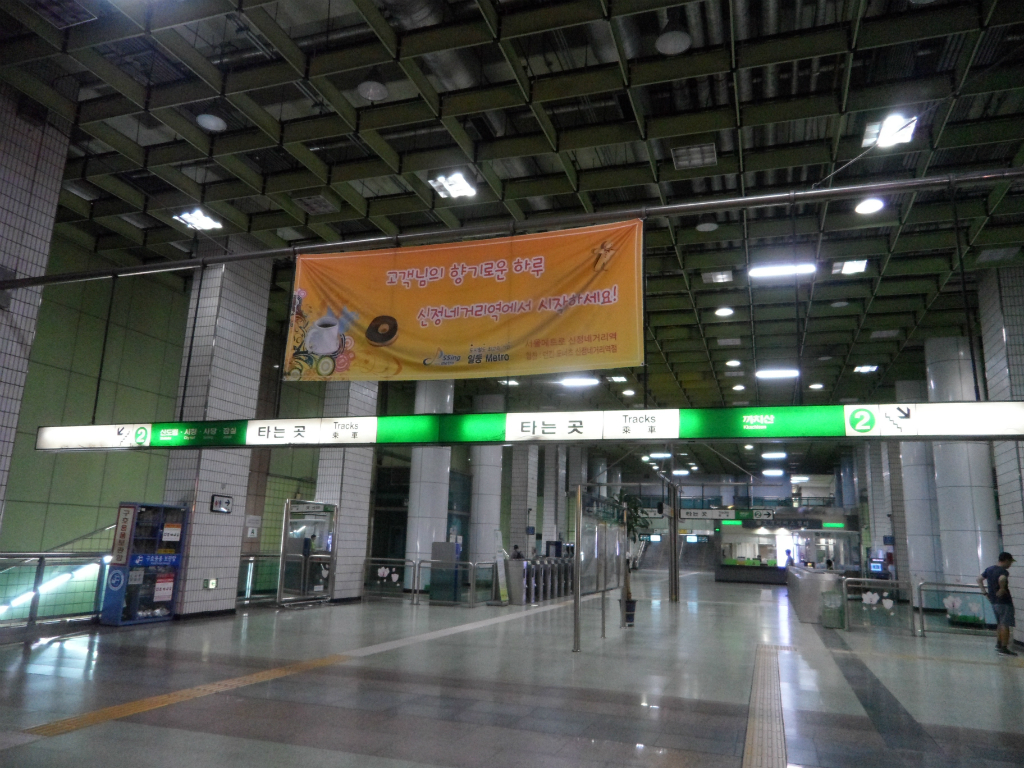
En 2014.

### Desserte
Sinjeongnegeoriu est desservie par les rames omnibus, qui circulent sur la branche Sinjeong de la ligne 2 du métro de Séoul, entre Sindorim et Kkachisan.

Installations
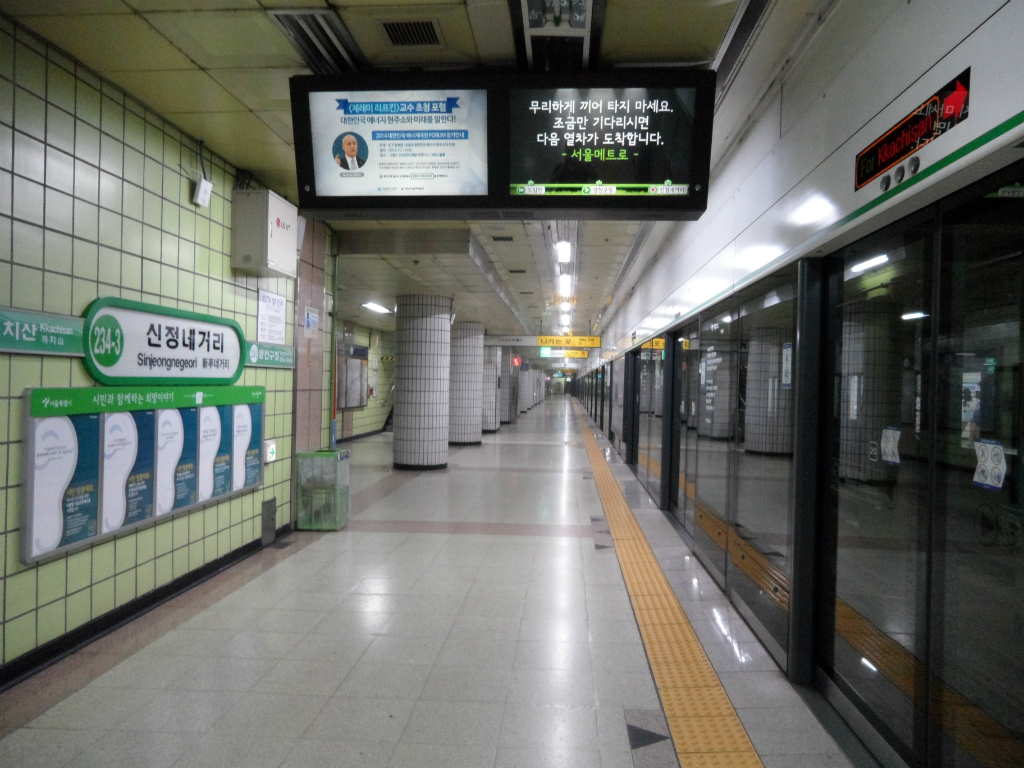
En 2014.
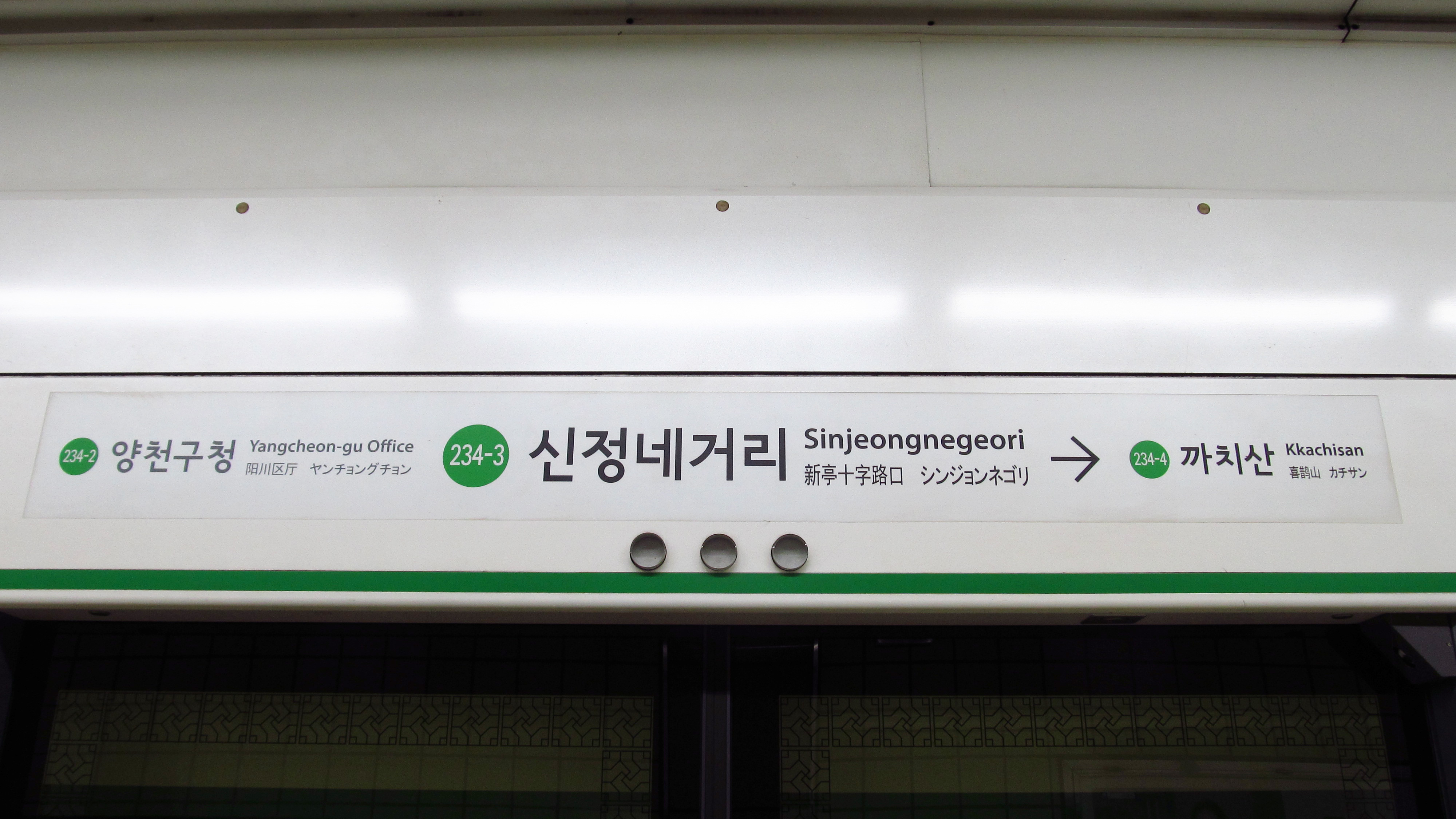
En 2018.
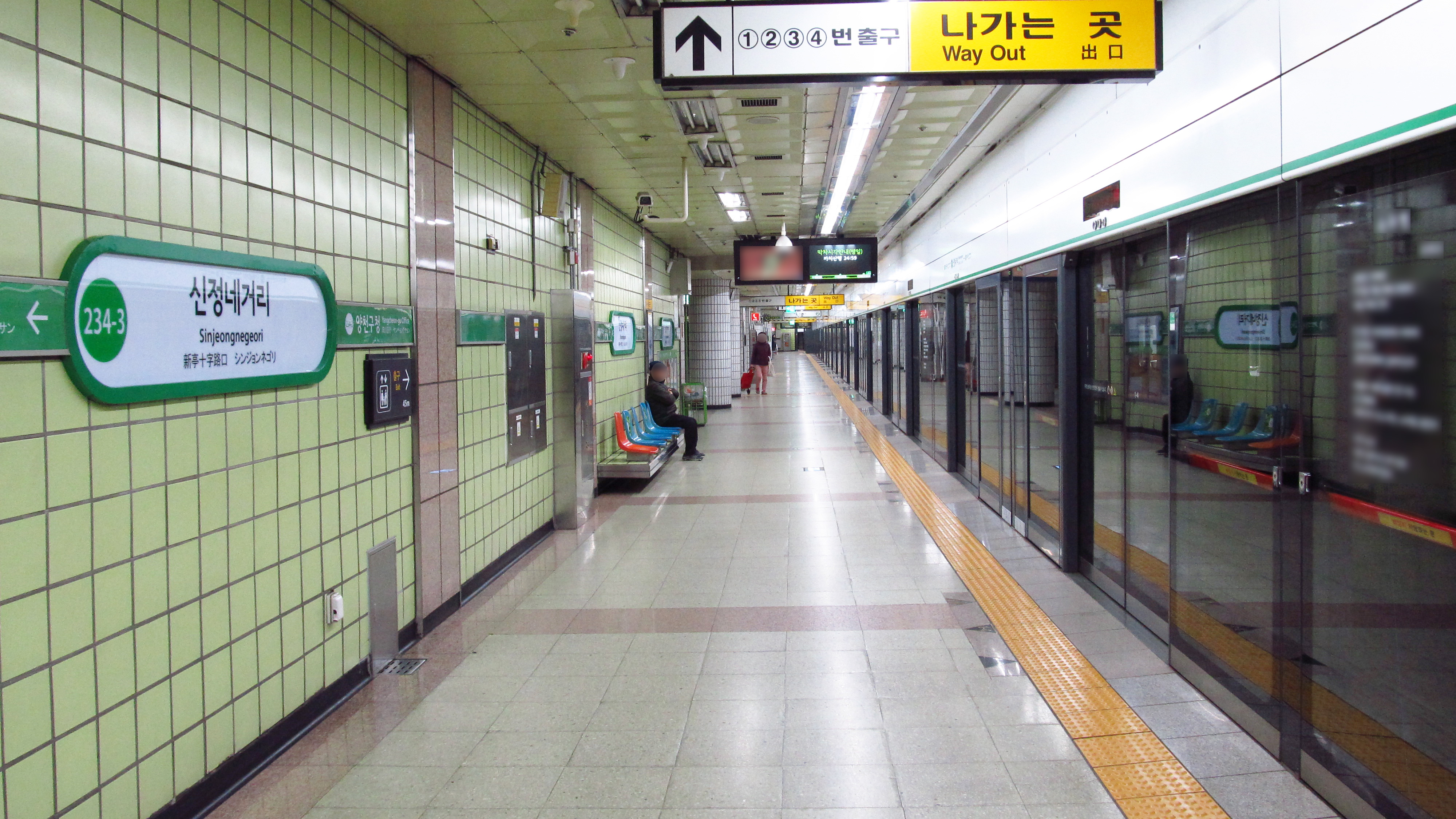
En 2018.

### Intermodalité
Plusieurs arrêts de bus sont situés à proximité des accès à la station.

## À proximité
Principalement des administrations et des établissements scolaires.